# José de la Herrán
José Antonio Ruiz de la Herrán Villagómez (Ciudad de México, 16 de diciembre de 1925- Acapulco, Guerrero, 5 de septiembre de 2022), más conocido como José de la Herrán, fue un ingeniero, tecnólogo, catedrático e investigador mexicano que contribuyó a la divulgación de la ciencia y la tecnología.

## Semblanza biográfica
En 1930, su padre trabajó en la XEW-AM, por petición de Emilio Azcárraga Vidaurreta, la familia vivió en una casa junto a la planta transmisora de la estación, entonces ubicada en Coapa, entre las haciendas de San Antonio y Coapa.  Por esta razón, estuvo en contacto con los equipos de transmisión desde que tenía cinco años ayudando a su padre, cuando tenía ocho años de edad, podía manejar el transmisor y cambiar bulbos dañados. Paralelamente comenzó su interés por la astronomía cuando visitó el Franklin Institute Science Museum de Nueva York. En su juventud construyó un telescopio de 50 cm de diámetro con una distancia focal de 7 m.
Realizó sus estudios en la Escuela Nacional de Ingeniería de Universidad Nacional Autónoma de México, obteniendo el título de ingeniero mecánico-electricista. Se ha especializado en radio, televisión, óptica y aceros especiales.
Trabajó en la instalación y puesta en marcha de la XEQ-FM, la cual fue la primera radiodifusora de frecuencia modulada.  Desde 1947 comenzó a trabajar con cámaras de televisión experimentales en la XEW. En 1951 participó en la instalación y puesta en operación de los equipos de transmisión y estudios de la XEW-TV.
Trabajó para la empresa Campos Hermanos la cual suministró las cúpulas del Observatorio Astronómico Nacional San Pedro Mártir, por medio de su amigo, el ingeniero Adrián Breña Garduño conoció el proyecto que había impulsado Guillermo Haro, fue así que se entrevistó con el doctor Arcadio Poveda Ricalde, quien le encargó llevar a cabo el diseño del telescopio de 2 m de diámetro del nuevo observatorio.
Ha realizado una constante labor de divulgación de ciencia y tecnología con la Universidad Nacional Autónoma de México, el Instituto Politécnico Nacional, la Universidad Autónoma Metropolitana, el Instituto Tecnológico y de Estudios Superiores de Monterrey, la Secretaría de Educación Pública, el Consejo Nacional de Ciencia y Tecnología y la Comisión Federal de Electricidad. Montó la exposición permanente el Túnel de la Ciencia en la estación del metro La Raza de la Ciudad de México. Fue fundador del museo Universum, para el cual diseñó 176 equipos interactivos y reunió colecciones históricas y didácticas.
Desde 1970 colabora con el Instituto de Astronomía de la UNAM. Fue presidente de la Asociación Mexicana de Periodismo Científico, es investigador nivel III del Sistema Nacional de Investigadores y es miembro del Consejo Consultivo de Ciencias de la Presidencia de la República. Es presidente vitalicio de la Fundación Latinoamericana de Radio y Televisión y fue fundador de la Sociedad Mexicana de Astrobiología. 
Fue Presidente de la Sociedad Astronómica de México, A.C. donde sigue siendo Miembro Distinguido y forma parte de la Junta de Honor.
De 1991 a 1994, se desempeñó como diputado Federal por el I Distrito Federal Electoral de la Ciudad de México.

## Obras publicadas
- Construya usted su propio telescopio
- Mosaico astronómico
- Fronteras de la astronomía
- Astronomía básica
- Los inventos

## Premios y distinciones
- Premio Nacional de Ciencias y Artes en el área de Tecnología y Diseño por la Secretaría de Educación Pública en 1983.
- Premio “Alejandra Jaidar” por la Sociedad Mexicana para la Divulgación de la Ciencia y la Técnica (SOMEDICYT) en 2002.
- Premio Universidad Nacional en el área de Creación Artística y Extensión de la Cultura por la Universidad Nacional Autónoma de México en 2005.
- Investigador Emérito por el Sistema Nacional de Investigadores desde 2005.
- Medalla “Luis G. León” por la Sociedad Astronómica de México.
- En 2007, fue inaugurado el Planetario “José de la Herrán” en el Museo de Ciencias Universum de la UNAM.